# Symbiidae
Symbiidae is een familie in de taxonomische indeling van de kransdiertjes, microscopisch kleine ongewervelde, veelcellige organismen met een kruikvormig lichaam. Er zijn slechts 2 soorten in deze stam bekend. Symbiidae werd in 1995 beschreven door Reinhardt Kristensen & Peter Funch.

## Taxonomie
- Klasse Eucycliophora
  - Orde Symbiida
    - Familie Symbiidae
      - Geslacht Symbion
        - Symbion pandora
        - Symbion americanus